# Байбл-Хилл
Байбл-Хилл (англ. Bible Hill, микмак. Wi’kopekwitk) — деревня в графстве Колчестер, Новая Шотландия, Канада. Располагается на северном берегу реки Сэлмон, напротив города Труро и невключенной общины Сэлмон-Ривер.

## История
Название Байбл-Хилл произошло от видного холма, возвышающегося над поймой на северном берегу реки Сэлмон. Традиционно название деревни ассоциируется с Мэттью Арчибальдом (англ. Matthew Archibald; 1745—1820) и преподобным доктором Уилльямом Маккаллоу (англ. William McCullough; 1811—1895). Первый — сын одного из первых ирландских переселенцев в этих окрестностях. Он был известен за набожность и активное использование Библии. Холм, на котором жил Арчибальд, получил название Байбл-Хилл. Предполагается, что само название придумал Джозеф Хау после своего очередного визита в один из домов на холме.
Согласно второй легенде, происхождение названия связано с работой преподобного доктора Уилльяма Маккалоу. По совпадению, Маккалоу жил в доме, который построил Арчибальд много лет назад. Сам доктор был священником Первой пресвитерианской церкви Труро (англ. Truro’s First Presbyterian Church), ныне именуемой Первой объединённой церковью (англ. First United Church), в 1839—1885 гг. и унаследовал интерес к распространению Библии от своего отца, доктора Томаса Маккалоу, одного из основателей Библейского общества Новой Шотландии (англ. Nova Scotia Bible Society). За более чем 45 лет служения преподобного Маккалоу холм, на котором тот бесплатно раздавал Библию каждому желающему, стал известен как Байбл-Хилл.

## Инфраструктура
В деревне действует начальная и старшая школы, Колчестерская христианская академия и сельско-хозяйственный факультет Университета Дэлхаузи. Местный трейлерный парк «Байбл-Хилл Эстейтс» использовался в качестве места съёмок канадского телесериала «Парни из Трейлер Парка» под названием «Саннивейл Трейлер Парк».

## Население
По данным переписи населения 2021 года, проведенной Статистической службой Канады, население Байбл-Хилл составило 5076 человек, проживающих в 2374 из 2472 частных домов, показав рост на 3,7 % в сравнении с 2016 годом, когда население составило 4894 человека. Плотность населения составила 549,4 чел./км².